# Mattby invånarpark
Mattby invånarpark är en park i stadsdelen Mattby i Esbo i Finland. Parken grundades på 1970-talet som en park för invånarna i det nya bostadsområdet Mattby. På parkområdet fanns en grusplan, pingpongbord, lekplatser för barn och ett invånarhus. Tidigare fanns även en simbassäng.
År 2021 blev en förnyelse av parken färdig. De flesta träd och byggnader togs bort. Två nya byggnader, ett daghem och ett nytt invånarhus byggdes. Hela området fick en stor lekpark som var uppbyggd från början.